# روبرت إي. ليتش
روبرت إي. ليتش (بالإنجليزية: Robert E. Leach)‏ هو قاضي ومحامي أمريكي، ولد في 18 ديسمبر 1911 في كولومبوس في الولايات المتحدة، وتوفي بنفس المكان في 21 نوفمبر 1993.